# Buziwan
Buziwan (kinesiska: 堡子湾, 堡子湾镇) är en köping i Kina. Den ligger i provinsen Shanxi, i den norra delen av landet, omkring 280 kilometer norr om provinshuvudstaden Taiyuan.
Genomsnittlig årsnederbörd är 593 millimeter. Den regnigaste månaden är juli, med i genomsnitt 167 mm nederbörd, och den torraste är januari, med 3 mm nederbörd.